# Alex Grey
Alex Grey (Columbus, 29 novembre 1953) è un artista statunitense, specializzato in arte psichedelica (Visionary art) e spesso associato al movimento New Age.
Praticante di Vajrayana, egli è membro dell'Integral Institute, consigliere presso il Center for Cognitive Liberty and Ethics e il Wisdom University's Sacred Art Department.
Pittore, scultore, performer, creatore di opere multimediali e installazioni, è divenuto famoso in ambito commerciale grazie alle collaborazioni con il gruppo alternative/metal californiano Tool e a band quali SCI, Beastie Boys e Nirvana.
Insieme alla moglie Allyson è fondatore del CoSM (Chapel of Sacred Mirrors), un'istituzione 
no-profit a supporto della Visionary Culture.

## Biografia
Figlio di un graphic designer che incoraggia la sua abilità nel disegno, Alex frequenta il Columbus College for Art and Design (1971 - 1973) che poi abbandona per dedicare l'anno successivo alla realizzazione di tabelloni pubblicitari.
A partire dal 1972 Alex Grey dà inizio ad una serie di circa cinquanta performance condotte nel corso degli ultimi trent'anni attraverso diverse fasi del proprio sviluppo psicologico.
In tali art actions, di cui la più recente è "WorldSpirit" (un'interazione di voce e musica realizzata con Kenji Williams nel 2004) Grey intende mostrarci la propria versione di un ipotetico "rito di passaggio", ispirandosi ad antiche culture sciamaniche.
Frequenta dal 1973 al 1974 la Boston Museum School, per studiare con l'artista Jay Jaroslav.
Qui incontra la sua futura moglie, l'artista Allyson Rymland Grey, con la quale sperimenterà gli effetti allucinogeni dell'LSD. Alcuni anni dopo, in un'intervista a Ken Wilber per Integral Naked, egli racconterà come le allucinazioni dell'acido lo abbiano influenzato e spinto verso la pratica spirituale.
Alex passa cinque anni lavorando presso il Dipartimento di Anatomia della Harvard Medical School, preparando cadaveri per la dissezione, e presso l'Harvard's Department of Mind/Body assistendo il Dr. Herbert Benson e il Dr. Joan Borysenko nei loro esperimenti sulle energie curative. Grey approfondisce così la propria conoscenza del corpo umano e si prepara alla realizzazione di "Sacred Mirrors" e di una serie di tavole anatomiche.

Per dieci anni insegna Anatomia Artistica e Scultura Figurativa alla New York University.

Tiene tuttora corsi di Visionary Art insieme alla moglie Allyson presso l'Open center e l'Omega Institute di Rhinebek (New York), il Naropa Institute di Boulder (Colorado), il California Institute of Integral Studies (California).
Vive attualmente a New York insieme alla moglie e alla figlia Zena Grey, attrice.

## Sacred Mirrors
Composta di 21 capolavori a grandezza naturale, Sacred Mirrors è finora la più importante opera di Alex Grey.

I dipinti rappresentano il viaggio dell'artista alla ricerca della nostra divina natura attraverso l'attento esame di corpo, mente e spirito umani. Ben dieci anni, a partire dal 1979, sono stati necessari per esaminare l'uomo nel contesto cosmico, in quello biologico e dell'evoluzione tecnologica.

L'essere umano è letteralmente svelato “a raggi x”, rivelando i propri organi e le energie spirituali che li pervadono. Si fondono quindi davanti agli occhi dell'osservatore, grazie all'abilità delle mani dell'artista, multipli livelli di realtà e coscienza.
Alex Grey studia attraverso le sue opere quest'essere umano rivelato nei più significativi momenti del quotidiano e della vita: quali preghiera, meditazione, nascita, gravidanza e molti altri ancora.

Dall'esperienza di Sacred Mirrors è nata l'idea di creare un vero e proprio santuario/galleria, il CoSm
(Chapel of Sacred Mirrors), di cui si tratta diffusamente nel DVD appositamente creato: CoSm The Movie, diretto da Nick Krasnic.
I più recenti lavori di Grey esplorano il soggetto della coscienza nella prospettiva dell'esistenza universale, dove i corpi divengono griglie di fuoco, occhi ed infiniti turbini galattici.

Nella produzione dell'artista ricorrono diversi simboli religiosi quali aure e chakra, oltre a ricorrenti forme geometriche e tassellazioni.
Olga Worral e Rosalyn Bruyere, note guaritrici, hanno espresso apprezzamento per l'abile rappresentazione di queste visioni mistiche.

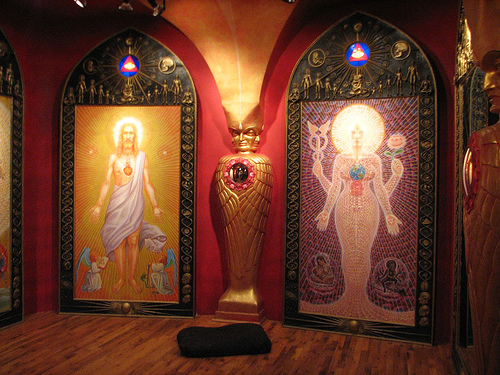
Chapel of Sacred Mirrors

## Performance
Incominciata nel 1972, la lunga serie di performance creative di Alex si compone di una cinquantina di "rituali", realizzati utilizzando ogni sorta di materiali (dalle pietre alle videocassette) e riferite a soggetti d'ogni sorta (dalle memorie infantili alla coscienza universale) ma in qualche modo collegate dall'ossessiva ricerca dell'artista sui temi che più lo affascinano dalla prima giovinezza: la mortalità ed il concetto di polarità (sulla quale incentra in particolar modo i primi lavori).
Le esibizioni vengono svolte ovunque, dall'Overland Theater di Boston al Polo Nord.
Egli è sempre accompagnato dalla moglie, che spesso partecipa attivamente alla performance.

## Installazioni
Una curiosa opera, visibile sul sito web di Grey, è “Goddess Archiviato il 12 ottobre 2008 in Internet Archive.”, realizzata nel 1989 a Lincoln Center Plaza (N.Y.) L'artista e la moglie hanno posizionato ben 5.000 mele sul terreno componendo la forma di una gigantesca dea pagana, ai cui piedi poi prostrarsi.

Le mele sono state successivamente donate ad un rifugio per senzatetto.

Una imponente installazione di Alex ed Allyson, “Heart Net”, è stata esposta presso il Baltimore's American Visionary Art Museum nel 1998, creata precedentemente all'interno dello Shands Hospital, clinica principale della University of Florida Medical Center (uno spazio “sterile” dal quale irradiare energia positiva) ad “uso e consumo” di pazienti e personale medico.

Un'opera di Grey è stata inoltre protagonista del Burning Man 2006.

## Libri
Egli ha pubblicato il libro d'arte di grande formato “Sacred Mirrors : The Visionary Art of Alexander Grey”, il quale ha superato le centomila copie vendute ed è stato tradotto in ben cinque lingue.

“The Mission of Art”, testo che segue l'evoluzione della coscienza umana attraverso la storia dell'arte, esplorando il ruolo dell'artista e riconoscendo il processo creativo come un vero e proprio percorso spirituale.

“Transfigurations”, monografia contenente più di 300 immagini, a colori o in bianco e nero, del lavoro di Grey.

I lavori in campo editoriale di Alex Grey sono qui di seguito elencati:
- 1990 - Sacred Mirrors: The Visionary Art of Alexander Grey (Alex Grey) (Inner Traditions - Bear & Company) ISBN 0-89281-314-8
- 2001 - Transfigurations (Alex Grey) (Inner Traditions - Bear & Company) ISBN 0-89281-851-4
- 2001 - The Mission of Art (Alex Grey) (Shambhala Publications Inc.) ISBN 1-57062-545-X
- 2006 - True Visions (Erik Davis and Pablo Echaurren) (Betty Books) ISBN 88-902372-0-1
- 2007 - Metamorphosis: 50 Contemporary Surreal, Fantastic and Visionary Artists (beinArt) ISBN 978-0-9803231-0-8

## Partecipazioni
I dipinti di Alex Grey sono comparsi sulle copertine dei seguenti album musicali:
- Visible Man (David Byrne)
- Torched (Michael Hedges)
- In Utero (Nirvana)
- Untyng the Not (String Cheese Incident)
- Ill Communication (Beastie Boys)
- Lateralus, 10,000 Days, Fear Inoculum (Tool)

All'interno dei DVD:
- Worldspirit (Alex Grey e Kenji Williams), 2004
- Between the Music (Stuart Davis), 2006
- CoSm: The Movie (Nick Krasnic), 2006

Nei seguenti periodici:
- Sub Rosa
- Newsweek
- High Times
- Shaman's Drum
- Shambala Sun
- Juxtapoz
- Vision
- Gnosis
- The Healing Power of Neurofeedback :The Revolutionary LENS Technique for Restoring Optimal Brain Function

## Curiosità
Durante l'adolescenza, Alex era solito seppellire nel proprio giardino cadaveri di animali e insetti ritrovati nei dintorni della propria abitazione. Le sue illustrazioni sono state utilizzate sotto forma di slides per gli studenti del Dipartimento di Medicina Alternativa del National Institute of Health di Washington. Ha conosciuto personalmente il Dr. Albert Hofmann, scopritore dell'LSD (a cui l'artista ha dedicato un ritratto), Il Dalai Lama, H.R. Giger, Andy Warhol, Woody Harrelson e molte altre personalità di fama mondiale.
Diverse persone si sono tatuate sul corpo opere di Grey, a volte replicando soggetti alquanto elaborati, come nel caso di “OverSoul” realizzato sulla schiena di Andrew Contreras da Dean Deakine (Sick and Twisted Tattoos, California).